# Reyḩān (ort i Iran)
Reyḩān (persiska: ریحان, Reyḩāl, رِيحال) är en ort i Iran.   Den ligger i provinsen Östazarbaijan, i den nordvästra delen av landet, 500 km nordväst om huvudstaden Teheran. Reyḩān ligger 1 379 meter över havet och antalet invånare är 218.
Terrängen runt Reyḩān är kuperad åt nordost, men åt sydväst är den bergig.Runt Reyḩān är det ganska glesbefolkat, med 29 invånare per kvadratkilometer. Närmaste större samhälle är Ahar, 10,9 km nordväst om Reyḩān. Trakten runt Reyḩān består i huvudsak av gräsmarker.